# Orectolobus japonicus
Requin-tapis moustache
Espèce
Statut de conservation UICN

 DD  : Données insuffisantes
Orectolobus japonicus est une espèce de requins appartenant à la famille des Orectolobidae. C'est un requin de taille moyenne que l'on peut trouver près du sol ou dans les récifs de coraux.

## Morphologie générale
Le requin-tapis moustache est un requin de taille moyenne qui peut atteindre jusqu'à 118 centimètres. Il a un corps aplatit qui s'affine vers la fin, son corps est recouvert de taches foncées qui forment des motifs simples sur un fond clair. Sur le devant de sa tête, on peut trouver cinq lobes de peau situés au niveau des yeux ainsi que de longs barbillons naseaux .
Les motifs tachetés sur son corps lui permettent de se camoufler efficacement dans son environnement.

## Habitat et distribution
Le requin-tapis moustache vit dans des milieux sableux et rocheux près du sol, proche de la côte, jusqu'à 100 mètres de profondeur.
On peut le trouver dans les eaux tropicales de l'océan Pacifique, de la Corée et du Japon jusqu'au Vietnam et les Philippines.

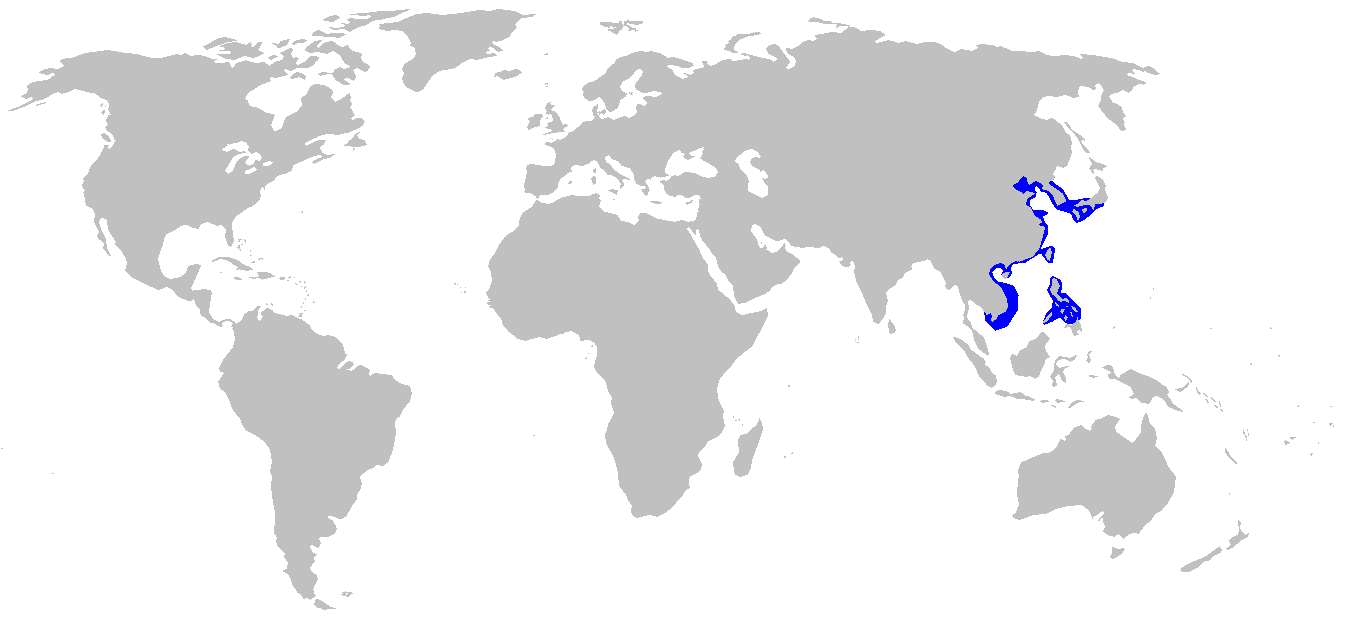
Répartition du requin-tapis moustache